# Thradrug
Thradrug is een Tibetaans boeddhistisch klooster in het arrondissement Nedong, prefectuur Lhokha (Shannan), in de Tibetaanse Autonome Regio. Het ligt op ongeveer 7 km ten zuiden van Tsetang. Thradrug is een van de oudste boeddhistische kloosters van Tibet en werd vermoedelijk gesticht in de 7e eeuw tijdens de regering van koning Songtsen Gampo.
Elk jaar wordt in het klooster in juni een rituele dans opgevoerd die bekendstaat onder de naam Mêdog Qoiba (Wylie: me tog mchod pa, vertaald: bloemoffer).

## Legendes
Volgens een Tibetaanse legende was Thradrug een van de twaalf geomantische tempels die werden gebouwd om de grote oger Sinmo onder Tibet te houden. Volgens een andere legende was er op de plek van het klooster oorspronkelijk een meer waarin een draak zwom met vijf koppen. Koning Songtsen Gampo riep met meditatie een grote valk op die al het water uit het meer opdronk, waarna de tempel gebouwd kon worden.
Het klooster staat sinds 1961 op de lijst van culturele erfgoederen in de Tibetaanse Autonome Regio.

## Geschiedenis
Tijdens de regering van Trisong Detsen in de 8e eeuw en Muné Tsenpo was Thradrug een van de drie koninklijke kloosters.
Tijdens vervolgingen van het boeddhisme in de geschiedenis aan het eind van het 1e millennium en tijdens de Mongoolse invasie uit Junggaria (Noord-Sinkiang) in de 16e eeuw werd het klooster sterk beschadigd. In 1351 werd Thradrug hersteld en vergroot.
Tijdens de regering van de vijfde dalai lama, Ngawang Lobsang Gyatso, in de 17e eeuw werd het klooster voorzien van een gouden dak en onder de zevende dalai lama, Kälsang Gyatso, in de 18e eeuw werd het verder uitgebreid. Aan het eind van de 18e eeuw had Thradrug 21 tempels.
Tijdens de Culturele Revolutie (1966-76) werden verschillende gebouwen verwoest. Gedurende de jaren 80 werd het klooster gerestaureerd en in 1988 opnieuw ingewijd. Anno jaren '00 omvat het complex 4667 vierkante meter en valt het onder de Chinese monumentenzorg.

## Architectuur en vormgeving
In het centrum van de tempel bevindt zich de binnenste kapel die vermoedelijk uit de tijd van Songtsen Gampo stamt. Volgens de overlevering bezat het een beeld van Boedhha en Tara. Anno jaren 00 heeft de kapel kleien figuren die overgebleven fragmenten van de originele beelden zouden bevatten.
De meest waardevolle bezitting van Thradrug is een thangka die geborduurd is met duizenden parels en gemaakt zou zijn door de prinses Wencheng zelf. De thangka beeldt Wencheng zelf uit als een witte Tara. In de Volksrepubliek China wordt Wencheng opgevoerd als een van de redenen waarom Tibet onderdeel uitmaakt van China.
Het hoofdgebouw wordt omgeven door verschillende kleinere schrijnen.

## Galerij

Thradrug
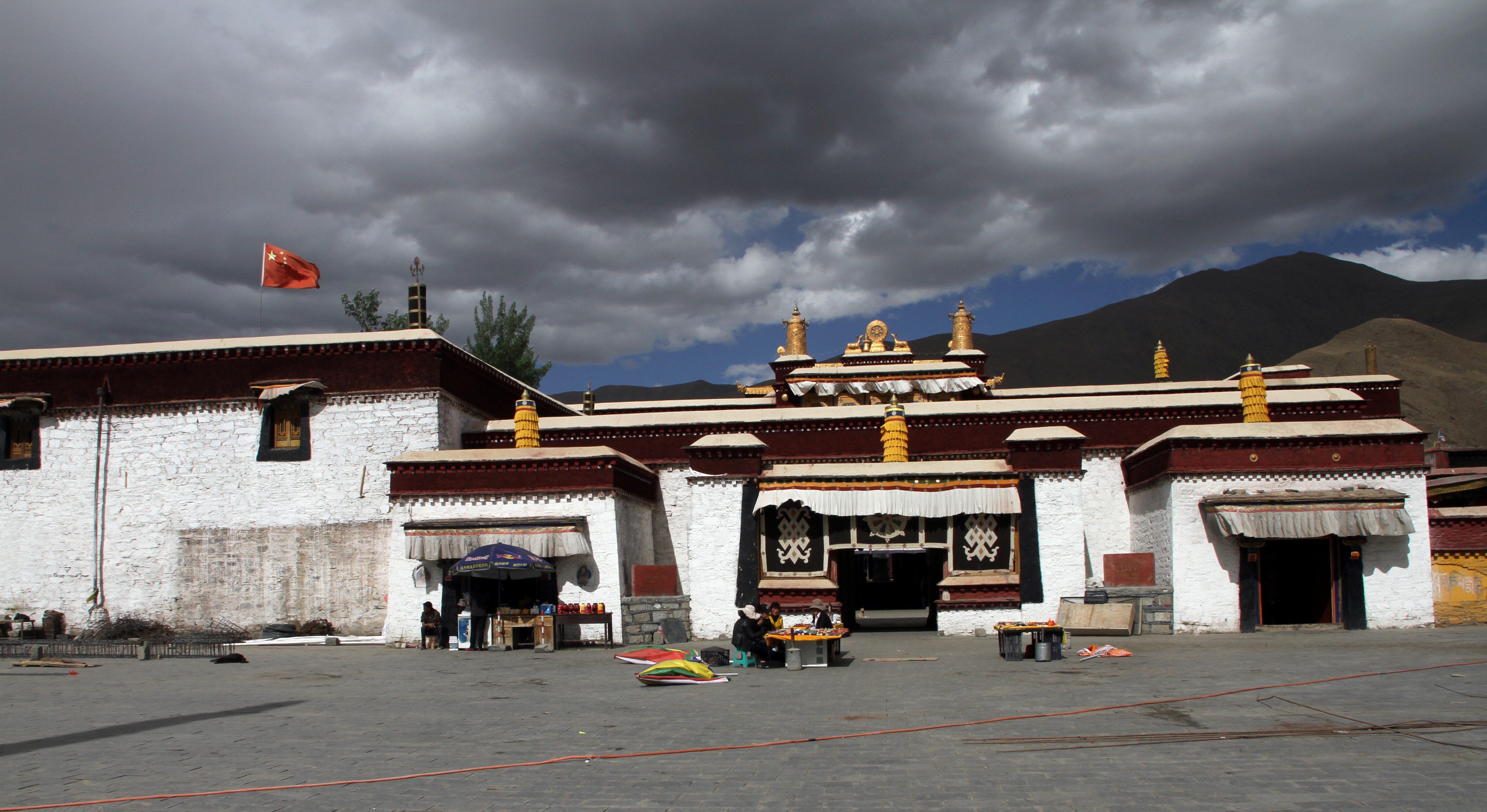
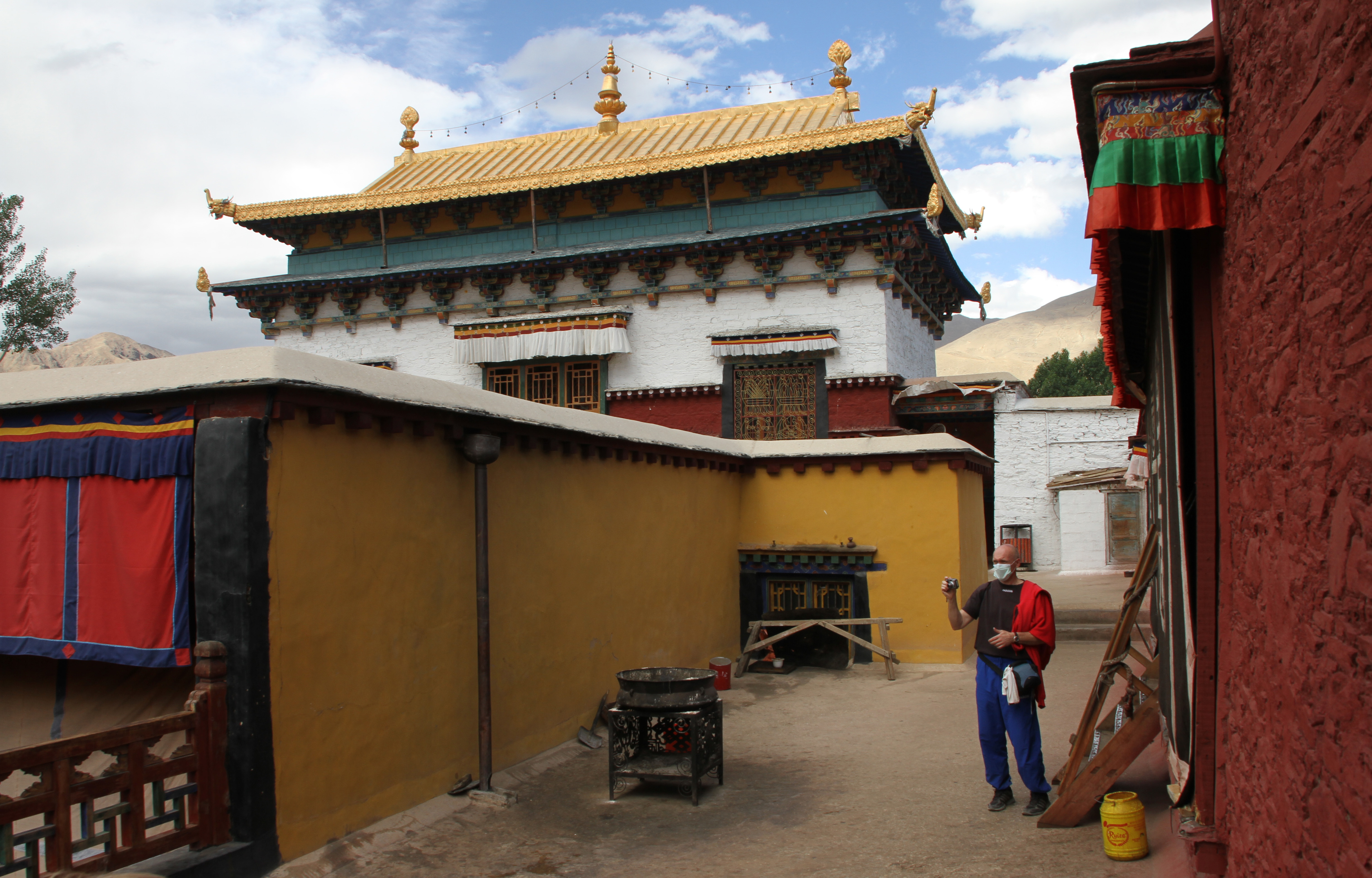
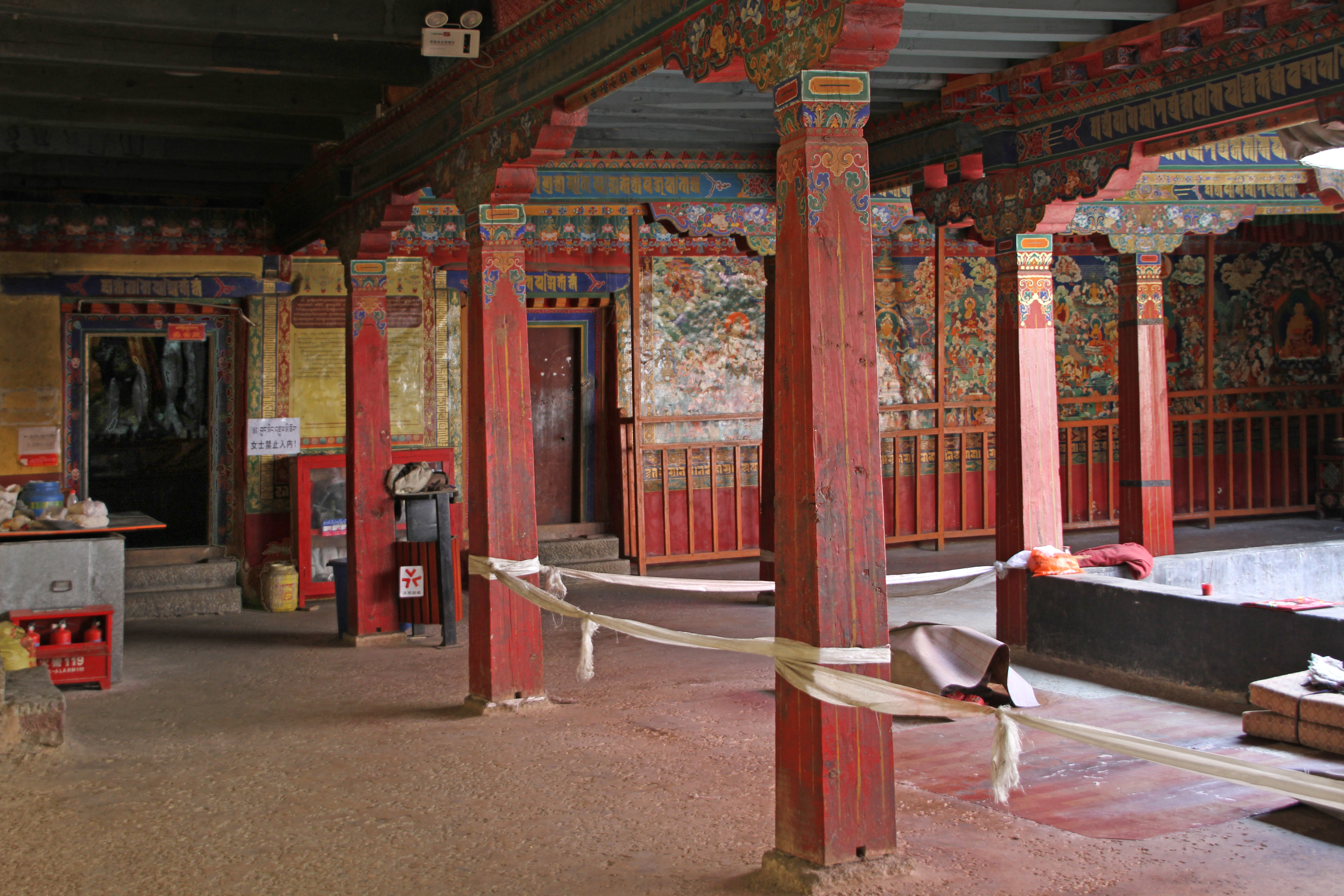
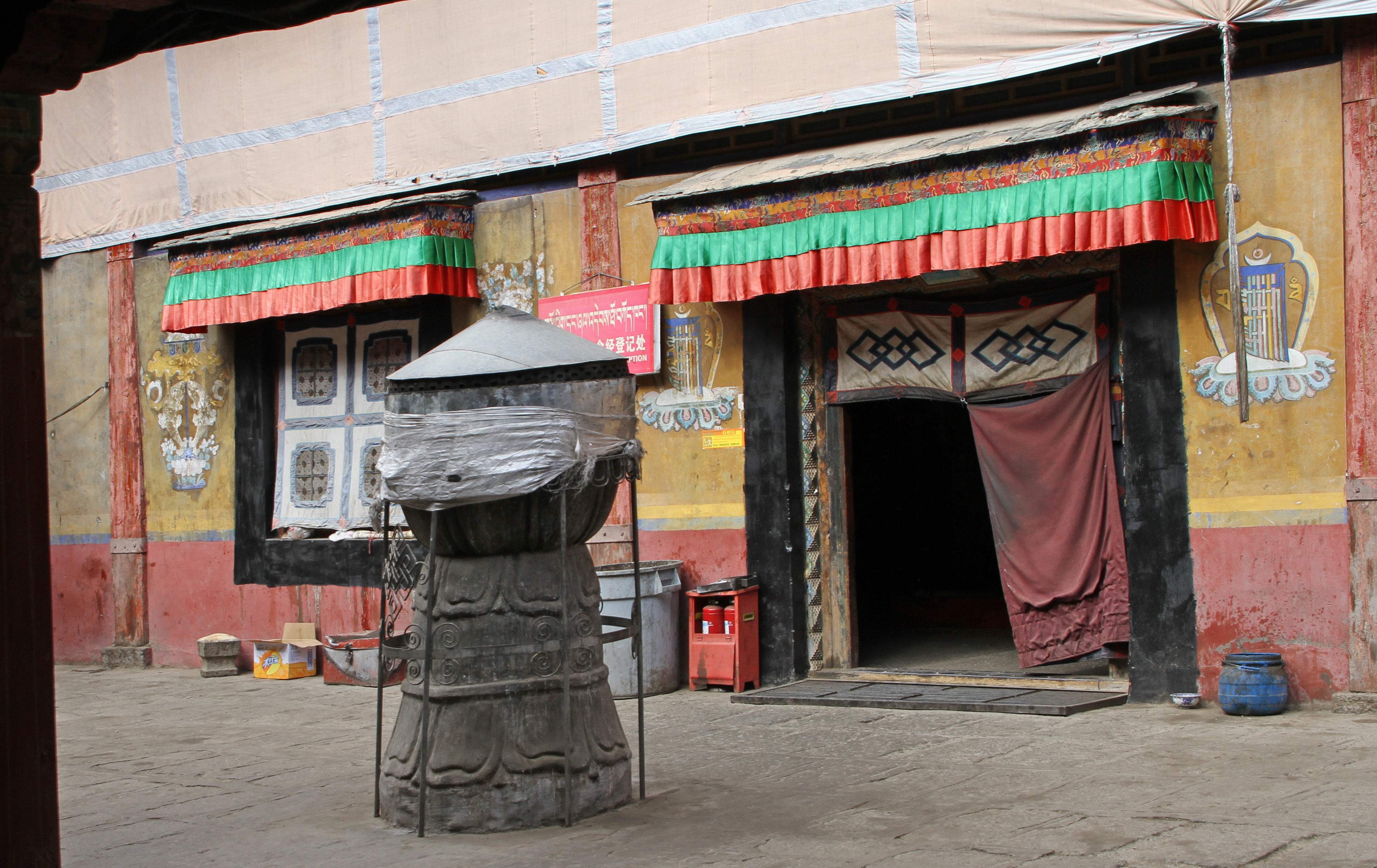
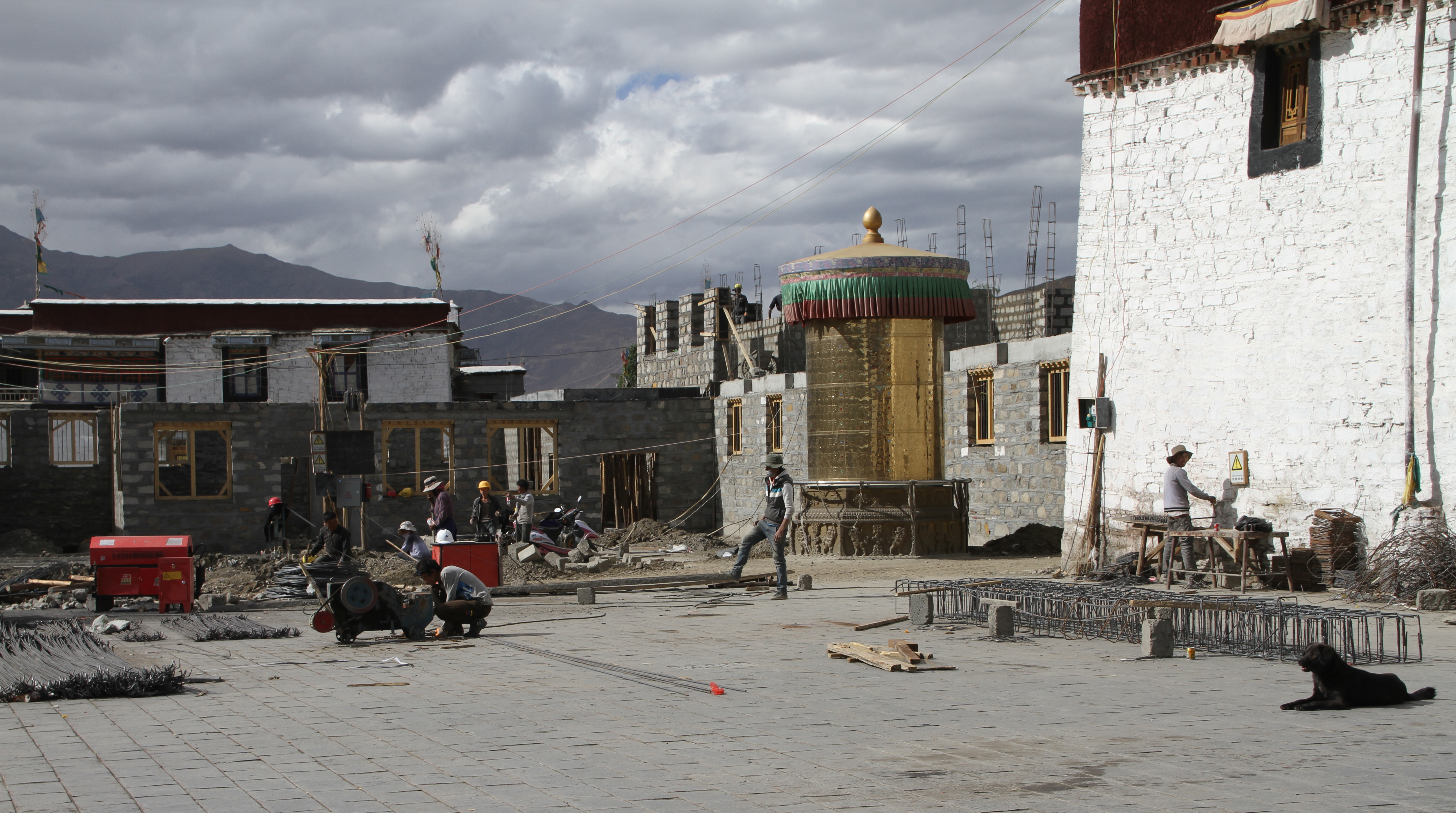
Wederopbouw 2014